# Railway Gazette International
Railway Gazette International é um periódico inglês, especializado no setor ferroviário, uma das mais importantes  revistas ferroviárias do mundo.
A história da Railway Gazette International começou em 1835, junto com a evolução dos trens. Foi um periódico pioneiro, no mundo, ao se especializar em notícias do setor ferroviário. Depois de mudar de nome várias vezes (The Railway Magazine, Herapath's Railway Journal, The Railway Times), o foco mundial da revista levou os editores a criar o nome atual, Railway Gazette International, em outubro de 1970. A revista também possui um site na internet no endereço railwaygazette.com